# La Palma, Tlatlauquitepec
La Palma är en ort i Mexiko.   Den ligger i kommunen Tlatlauquitepec och delstaten Puebla, i den sydöstra delen av landet, 190 km öster om huvudstaden Mexico City. La Palma ligger 367 meter över havet och antalet invånare är 142.
Terrängen runt La Palma är huvudsakligen kuperad, men norrut är den platt. Runt La Palma är det ganska tätbefolkat, med 134 invånare per kvadratkilometer. Närmaste större samhälle är Ciudad de Cuetzalan, 11,0 km väster om La Palma. I omgivningarna runt La Palma växer i huvudsak städsegrön lövskog.